# Mutton Island
Mutton Island (vroeger ook wel Enniskerry genoemd) is een eiland in Ierland, voor de kust van Quilty en in de parochie Kilmurry Ibrickane. Het is gelegen aan de zuidelijk kant van de zogenaamde "Malbay", een rotsachtig en gevaarlijk stuk kust. In 1837 was het "210 statute acre" (bijna 85 hectare).
Het eiland werd vroeger vaak gebruikt voor het weiden van schapen, waar het ook de naam aan ontleent. (Mutton is de Engelstalige term voor het vlees van volwassen schapen.)

## Historie
Volgens de Annalen van de Vier Meesters werd het gebied ooit Fitha Island genoemd en maakte deel uit van het vasteland. Als gevolg van een tsunami in maart 804 - mogelijk veroorzaakt door een vulkaanuitbarsting op de Canarische Eilanden - werd het gebied losgerukt van het vasteland en ontstonden er drie eilanden: Mutton Island, Inismattle (of Illanwattle) en Roanshee (of Carrig na Ron).
Op 23 september 1588 (nieuwe stijl), 13 september 1588 (oude stijl) verging de San Sebastan, een schip van de Spaanse Armada, op een rif bij Mutton Island, vermoedelijk het rif westelijk van Lurga Point. Het schip mat 736 ton, droeg 26 kanonnen en telde 274 man aan boord. Velen verdronken. De weinige overlevenden werden gevangengenomen door de High Sheriff of Clare Boetius Clancy en opgesloten in Tromra Castle. Na een snel proces zijn zij nabij Spanish Point opgehangen op een heuvel genaamd Cnoc na Crocaire (de heuvel van de galgen). Zij zijn later begraven in de Spanish Graveyard (Tuama na Spainneach).
Gedurende de Ierse Onafhankelijkheidsoorlog werd het eiland gebruikt als detentiecentrum. De gevangen waren afkomstig van de zogenaamde Dáil Courts, het parallelle juridische systeem dat door de First Dáil (het door Groot-Brittannië niet-erkende eerste Ierse parlement) was opgezet ter invulling van het juridische vacuüm na het verjagen van de Royal Irish Constabulary en de Britse rechtbanken van het platteland.